# Morti nel 1161
| Questa pagina contiene informazioni ricavate automaticamente dalle voci biografiche con l'ausilio del template Bio e di un bot. L'aggiornamento è periodico e automatico e ricostruisce completamente la pagina. Se manca una persona in questa lista, sei pregato di non aggiungerla, ma accertati piuttosto che la sua voce biografica contenga il template Bio e che i dati anagrafici siano correttamente compilati. Se il template Bio manca, inseriscilo tu stesso o, in alternativa, metti l'avviso {{tmp\|Bio}} che ne segnala la mancanza. Se i dati riportati sono sbagliati, correggi direttamente la voce biografica; le modifiche saranno visibili in questa lista entro pochi giorni. Per chiarimenti vedi il progetto biografie. La lista contiene solo le 21 persone che sono citate nell'enciclopedia e per le quali è stato implementato correttamente il template Bio. Pagina aggiornata al 18 ago 2025. |

- 3 febbraio - Inge I di Norvegia, re norvegese (n. 1135)
- 6 marzo - Izjaslav III di Kiev, principe russo
- 18 aprile - Teobaldo di Bec, arcivescovo cattolico e abate normanno
- 17 giugno - Ranieri Scacceri, religioso e santo italiano (n. 1118)
- 11 settembre - Melisenda di Gerusalemme, sovrana (n. 1105)
- 11 settembre - Tala'i' ibn Ruzzik, berbero
- 12 ottobre - Enrico VII di Carinzia, nobile tedesco
- 28 ottobre - Imaro di Frascati, abate, vescovo cattolico e cardinale francese
- Al-Azimi, storico arabo (n. 1090)
- Bartan Baator, sovrano e condottiero mongolo
- Christina di Markyate, badessa e mistica inglese
- Fergus di Galloway, nobile scozzese
- Magnus II Henriksen di Svezia, re svedese (n. 1130)
- Matteo Bonello, nobile normanno
- Odone di Morimond, abate e teologo francese (n. 1116)
- Pellegrino di Povo di Beseno di Manzano, patriarca cattolico italiano
- Ruggero IV di Puglia, nobile normanno (n. 1152)
- Sofia d'Ungheria, nobile ungherese
- Ugone, arcivescovo cattolico normanno
- Astaldo degli Astalli, cardinale italiano
- Ibn Zuhr, medico e chirurgo arabo (n. 1091)